# Історія М'янми
Історія М'янми (Бірми) простежується приблизно з III тисячоліття до н. е. На цій території проживало багато різних народів, найдавніший з яких — мони. В IX столітті бірманці мігрували з південно-західного Китаю в долину річки Іраваді і через деякий час стали складати більшість населення.
Бірманська історія тісно пов'язана з історією сусідніх країн — Китаю, Індії, Бангладеш, Лаосу і Таїланду.

## Стародавня історія
До перших століть н. е. на території Бірми йшов процес міграції різних азійських племен і складались окремі державні об'єднання (Тагаун, Проме, Татон). В 11 ст. в Бірмі з кількох ранньофеодальних держав утворилась велика феодальна держава Паган на чолі з правителем Анората [1044—1077], що проіснувала до вторгнення монголів.

## Мон
За археологічними даними люди населяли ці райони більш ніж 11 000 років тому, але перша цивілізація, яку змогли ідентифікувати — була цивілізація монів. Імовірно, мони прийшли в цей регіон близько 3000 років до н. е., їх перші королівство Суварнабхумі було засновано близько порту Татон в 300 році до н. е.. Усна традиція говорить про контакт монів з буддизмом ще в III столітті до н. е., але однозначно в II столітті до н. е. до них приходили посли і ченці від короля Ашоки. Багато книг і літописів монів були знищені під час воєн.
Монська цивілізація поєднувала в собі індійську і буддійську культуру. До середини IX століття мони переважали всюди на півдні Бірми. У X — XI століттях в Нижній Бірмі виникає федерація монських міст Раманнадеса на чолі з найбільшим з них — Татоном.

## П'ю
П'ю прибули до Бірми в I столітті до н. е. і заснували кілька королівств на торгових шляхах між Китаєм та Індією. Китайські джерела пишуть, що п'ю контролювали 18 королівств, які були мирними і гуманними. У королівствах п'ю переважав буддизм Тхеравади. П'ю ніколи не об'єднувалися в єдину імперію, створивши понад десяток міст-держав.
У 832 році війська тайської держави Наньчжао, що розташовувалася в південнокитайській провінції Юньнань, розгромили найбільше з царств п'ю Шрикшетра, основу господарства якого складали родючі землі заплави річки Іраваді.

## Королівство Паган
У 1044 році перший бірманський король Анората зійшов на трон в Пагані. У цей час у Бірмі панував індуїзм і місцями — буддизм Махаяни. Правивлячий в Татоні король монської держави Раманнадеса Мануха послав буддійського ченця (вчення Тхеравади) до бірманського короля.
Місія мала величезний успіх. Увірувавши, король Анората зажадав від короля Мануха священних реліквій і буддійських текстів. Король Мануха, сумніваючись у глибині переконань свого бірманського колеги, відповів відмовою. Тоді Анората організував несподіваний військовий похід, розгромив центр Раманнадеси Татон і забрав в Паган все, що тільки міг — 32 повних зборів Трипітаки, всі священні реліквії, а також повів усіх ченців і взяв у полон самого короля Мануха — всього 30000 бранців. Здобувши таким чином нову релігію, король Анората приступив до монументального будівництва численних золотих пагод, храмів, ступ і монастирів. Паган перетворився у світовий центр Тхеравади, туди стікалися тисячі прочан. Король Мануха і численні полонені перетворилися на потомствених храмових рабів (які досі зайняті прибиранням і підтриманням храмів).
З жаху перед появою в середині XIII століття з півночі монголів останній паганський цар став руйнувати храми, щоб використовувати будівельні матеріали для будівництва укріплень. Почалася паніка і населення розбіглося з міста. Монголи зайняли Паган практично без опору.

## ДинастіяТаунгу
У XVI столітті на території Бірми зародилося нова держава — Таунгу. Нова династія поклала кінець феодальній роздробленості після падіння Пагана, і підкорила тайські держави Сіаму. Однак в 1600 році тайці звільнилися від бірманського панування, а в 1752 році держава припинила існування.

## Конбаун
У 1757 році монський король Тала захопив у полон бірманського короля Маха Дхаммаяза і його сім'ю. Пам'ятаючи про багаторічну ворожнечу бірманців і монів, король Тала вирішив стратити шість бранців, помістивши їх в оксамитові мішки, щоб королівська кров не торкалася землі. Звістка про страту викликала жах по всій країні. Через місяць король держави Шуебо Алаунпая розгромив Пегу, король Тала був убитий, а вся Бірма — об'єднана.
У 1760 році король Алаунпая штурмував сіамську столицю Аютайю. Він сам вирішив стріляти з гармати. Але гармата розірвалася і король, отримавши важкі поранення, помер через пару днів. Його син король Сінб'юшин, через 7 років зайняв Таїланду столицю Аютайю і вчинив жорстокий розгром, знищивши всі будови, храми і пагоди. Бірманцям не вдалося втриматися в Таїланді, і через сім місяців  Прая Так, який оголосив себе королем в Тхонбурі, завдав поразки бірманським військам і незабаром об'єднав Таїланд.

## Британська колонізація (1824—1941)
Англійці, комбінуючи дипломатичні інтриги і військові операції, заволоділи спочатку монським і Араканським царствами, а потім — Нижньою Бірмою. Король Міндон, якому залишилося порівняно невелике відрізане від моря королівство зі столицею в Мандалаї, виявився мудрим правителем і міг успішно протистояти британському впливу. Його син, останній король Мандалая, слабовільний король Тібо, проявив себе як безглуздий і жорстокий правитель. Підкоряючись забобонам, він видав ряд указів про людські жертви для «зміцнення» міста Мандалай, щоб уникнути рекомендованого астрологами перенесення столиці. Почалися арешти, і в Мандалаї настала загальна паніка. Жителі втекли з міста, а іноземні держави, і в першу чергу Британія, стали погрожувати, побоюючись за життя своїх підданих. У відповідь на англійський ультиматум арешти припинилися, але 100 заарештованих вдалося таємно замурувати заживо. Намагаючись протистояти Британії яка окупувала велику частину країни, король Тібо підписав договір з Францією про будівництво залізниці з Лаоса в Мандалай та організацію спільного військового флоту на Іраваді. Англійці вирішили чинити опір французькому впливу в Бірмі і, скориставшись внутрішньою нестабільністю, легко зайняли Мандалай в 1885 році, і були захоплено зустрінуті населенням.

## Рух до незалежності і незалежна Бірма

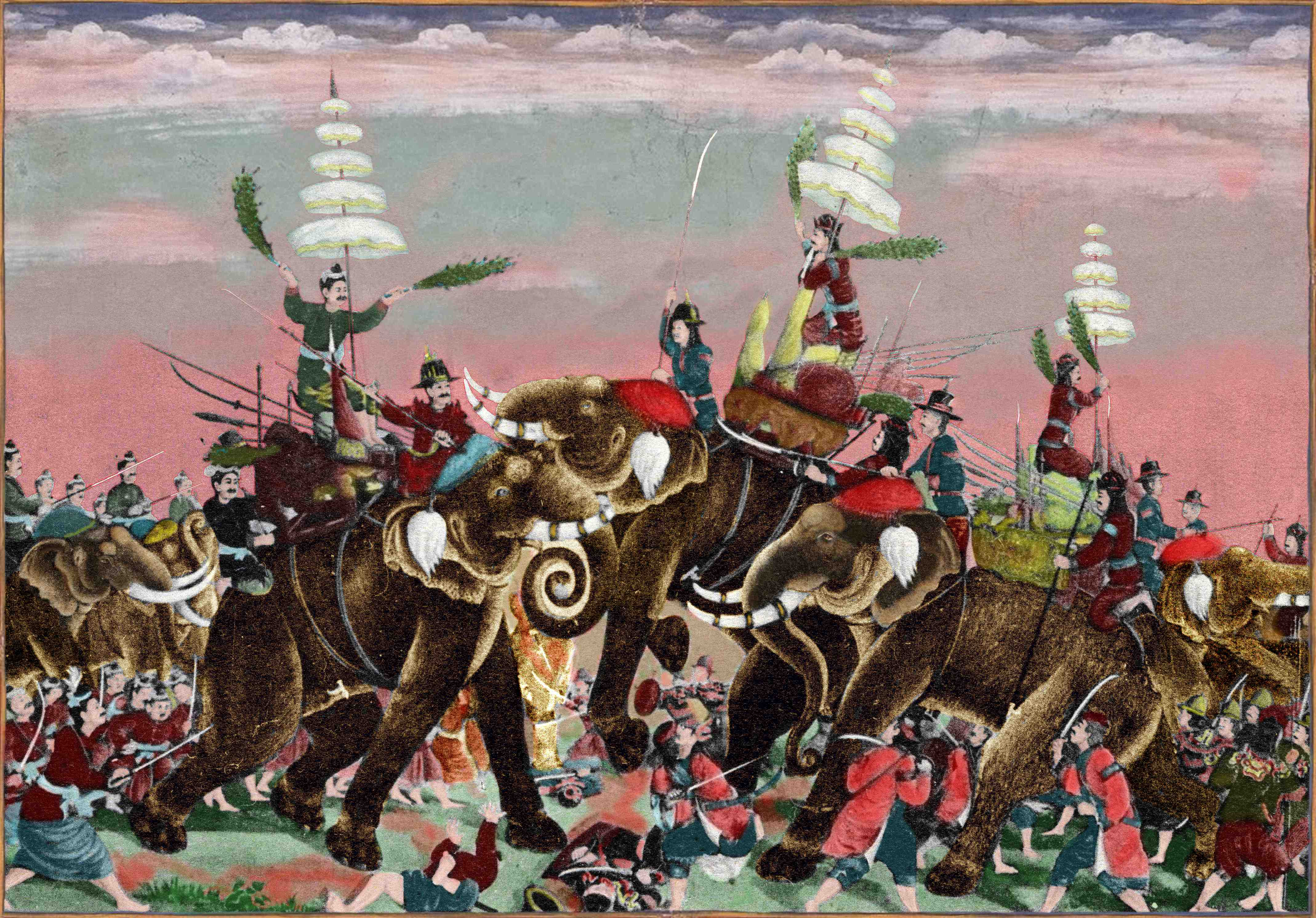

Боротьба за нац. незалежність велась народами Бірми з перших днів англійського панування і не раз набирала форми збройних повстань (партизанська війна 1886—1900, повстання в Таунгу 1906, в Сагайні 1910, в Хензаді 1912). У 1920 році відбувся перший страйк студентів, який став поштовхом до розвитку боротьби за національну незалежність. Тоді ж була створена антиімперіалістична політична організація — Генеральна рада бірманських асоціацій (ГРБА).
В 1921 р. ГРБА висунула вимогу про надання Бірмі незалежності поза Британською імперією. Піднісся і робітничий рух. 1922 нафтовики створили нелегальний Робітничий союз, який організував перший загальний страйк нафтовиків.
У 1930–1932 роках вибухнуло велике народне повстання проти імперіалістичного та феодального гноблення.
В 1930-х роках в Бірмі створилися національні партії, що відбивали інтереси національної буржуазії та інтелігенції. З них найбільш впливовою і діяльною була партія такінів (що називається також лігою «Бірма для бірманців»), створена 1930 патріотично настроєною молоддю. Посилилась політична діяльність студентів. 1930 в Рангунському університеті була організована студентська патріотична спілка на чолі з Аун Саном і У Ну, а 1935 — Всебірманська студентська спілка. 1938 виникла Всебірманська селянська організація, а 1940 — Всебірманський конгрес профспілок. Під тиском національно-визвольного руху в Індії і Бірмі англійський уряд 1935 прийняв закон (набув чинності 1937) про відокремлення Бірми від Індії і перетворення її на окрему колонію, зберігши фактично контроль Англії над країною.
Під час Другої світової війни Бірма була окупована японськими військами (грудень 1941 — травень 1945). В ході визвольної боротьби проти японських окупантів ліве крило такінів та компартія в серпні 1944 створили організацію єдиного фронту — Антифашистську лігу народної свободи (АЛНС). Ліга в березні 1945 підняла бірманський народ на збройне повстання. Англійські війська, що повернулися в Бірму, намагалися відновити англійське панування, але піднесення національно-визвольного руху примусило Англію визнати незалежність Бірми, яка 4 січня 1948 була проголошена незалежною державою — Бірманським Союзом. На перших (1951—1952) і других (1956) парламентських виборах більшість голосів одержала АЛНС.
У 1962 році генерал У Не Він учинив військовий переворот і встановив власну диктатуру (1962–1988).
У 1973-1974 прийнята «цивілізована» конституція за зразком держав із президентським правлінням.

## Громадянська війна в Бірмі
М'янма складається з семи національних областей (штатів) і семи провінцій (адміністративних округів). Штати називаються Мон, Карен, Кайя, Шан, Качин, Чин і Аракан. По факту, жоден з штатів не визнає центрального уряду, і багато з них ведуть громадянську війну з моменту заснування незалежної Бірми в 1948 році. Втім, з усіма штатами досягнуті умовні угоди про припинення вогню.
Хоча урядові війська контролюють всі основні дороги, столиці всіх штатів і всі великі міста, озброєні заколотники мають свої армії, нерідко — добре оснащені, і урядові війська не в силах впоратися з численними партизанами.

## Встановлення диктатури
В 1987 році державний секретар Сейн Лвін оголосив про деномінацію банкнот в 25, 35 і 75 к'ят, «викинувши» таким чином з обігу 80 % грошей. (для порівняння див. Грошова реформа 1991 року в СРСР). Акція породила серйозні хвилювання. Студенти вийшли на вулиці Янгона громити машини і вілли урядовців, після чого були закриті всі університети і коледжі (частина університетів так і не були відкриті до цих пір). Студенти не заспокоювалися, проводилися масові арешти, а 18 березня 1988 року війська придушили масову студентську демонстрацію в центрі Янгона з величезною кількістю жертв (близько 3000 осіб). Жорстокі придушення демонстрацій з багатьма жертвами тривали все літо 1988 року. У вересні влада в країні була передана комітету SLORC («Держрада по відновленню закону і порядку»), що складалася в основному з генералів, які і утримує владу до теперішнього часу.
У 1989 році уряд оголосив про заміну багатьох географічних назв колоніальної епохи. Зокрема, офіційна назва країни була змінена на М'янму. Втім, Велика Британія і ряд інших держав відмовилися визнавати зміни.
До травня 1989 року в країні були оголошені вибори, які із значною перевагою виграла опозиційна Демократична Ліга на чолі з До Аун Сан Су Чжі, дочкою Аун Сана. SLORC не дозволив Демократичної Лізі взяти владу в країні, сама До Аун Сан Су Чжі була взята під домашній арешт.
Наприкінці 1997 року М'янма була прийнята в АСЕАН.

## Сучасна М'янма
Через військову диктатуру країна виявилася закритою для заходу. Централізація економіки з великою часткою державного регулювання і соціалізму призвело до суттєвих змін. Ось деякі характеристики сучасної М'янми.
- Військова влада змогла ввести обов'язкову початкову освіту для селянських дітей при монастирях. Обов'язок монахів вчити дітей грамоти був державною повинністю. При деяких монастирях створюються освітні центри, де також викладають інформатику, англійську мову і фізику.
- Щомісяця всі села об'їжджають виїзні воєнізовані госпіталі, проводиться вакцинація дітей, огляд та лікування пацієнтів.
- В країні проводяться археологічні дослідження і відновлення пам'яток національної архітектури, чого не було в минулому. Уряд відновив і відреставрувати пагоду Шведагон в Янгоні.
- В країні став розвиватися туристський сектор, для залучення туристів були організовані «роки М'янми», які однак бойкотувалися світовою спільнотою, через що кількість туристів виявлялося значно менше розрахункового.
- Генералітет підтримує буддійські моральні норми жорсткими засобами. В країні заборонена порноіндустрія і відсутня розгорнута мережа «секс-послуг». Бірма уникла епідемії СНІДу. У країні низький рівень пияцтва і наркоманії, які оцінюються буддизмом як гріх. Куріння поширене тільки серед жінок, які курять сигари національного виробництва. Споживання і продаж наркотиків до 2012 року карався стратою.
- При цьому відчувається ізольованість країни. У країні слабо розвинений не тільки інтернет, але і внутрішня телефонна мережа. Станом інфраструктури та інтернету М'янма значно поступається Лаосу, Таїланду, Індії, Камбоджі. У країні, незважаючи на наявність нафти і газу, погано розвинена автомобільна мережа, в багатьох частинах країни транспортним засобом слугують бики.

У серпні — вересні 2007 року в Янгоні спалахнули масові заворушення, в ході яких було вбито близько 100 чоловік. Заворушення були спровоковані мирним виступом буддійських ченців, яке переросло в серію політичних протестів проти правлячого ладу.
Наприкінці 2011 року намітилася тенденція до поліпшення відносин М'янми з країнами Заходу. З 1 січня 2012 року було скасовано візові санкції Євросоюзу щодо керівництва цієї країни.
1 квітня 2012 в М'янмі пройшли вільні вибори в Парламент. З 50 місць 43 отримала демократична опозиція, а ще два — комуністи.
1 лютого 2021 року в країні стався військовий державний переворот, в результаті якого президента Він М'їна, міністерку закордонних справ і фактичну лідерку країни Аун Сан Су Чжі та інших посадовців було затримано. До влади прийшов головокомандувач збройних сил Мін Аун Хлайн. У М'янмі введено надзвичайний стан на один рік. Внаслідок перевороту спалахнули масові демократичні протести проти нього, є жертви. 